# Rhinanthus rumelicus
Rhinanthus rumelicus är en snyltrotsväxtart. Rhinanthus rumelicus ingår i släktet skallror, och familjen snyltrotsväxter.

## Underarter
Arten delas in i följande underarter:
- R. r. rumelicus
- R. r. simonkaianus